# Anisobas hostilis
Anisobas hostilis là một loài tò vò trong họ Ichneumonidae.